# Paul Butterfield Blues Band
The Paul Butterfield Blues Band was een bluesband uit Chicago, opgericht door Paul Butterfield in 1963. Deze laatste begon met optreden in Chicago en omgeving toen hij nog een tiener was. Spoedig vormde hij een band met Jerome Arnold en Sam Lay (beiden uit de band van Howlin' Wolf), en Elvin Bishop. De band tekende een contract bij Elektra Records nadat Michael Bloomfield als sologitarist was aangetrokken. 
Hun originele debuutalbum was geschrapt en werd opnieuw opgenomen met organist Mark Naftalin Ten slotte kwam hun debuut-lp onder dezelfde naam uit als die van de band, The Paul Butterfield Blues Band, in 1965. Dit had een directe impact als een wekroep voor een hele generatie muzikanten (onder andere Robben Ford).
Op 25 juli 1965 begeleidde de Paul Butterfield Blues Band Bob Dylan bij zijn legendarische optreden op het Newport Folkfestival. Bij dit optreden speelde Dylan voor het eerst versterkt, wat hem door een deel van zijn fans zwaar werd aangerekend.
Spoedig na het tweede album werd Lay ziek en Billy Davenport verving hem op drums. Het tweede album van The Paul Butterfield Blues Band, East-West (1966), weerspiegelde de music scenes' belangstelling voor sitarspeler Ravi Shankar en andere oosterse muzikanten.